# Kullenbergs

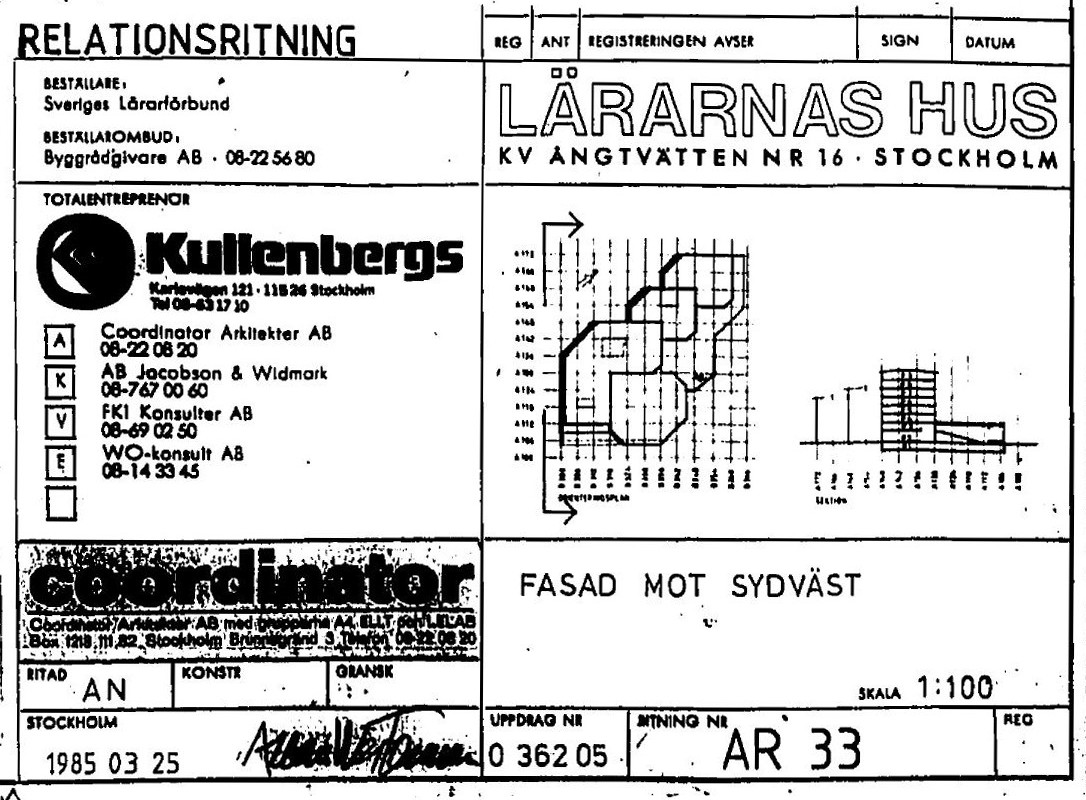
Totalentreprnör för Lärarnas hus.

Kullenbergs, egentligen Kullenbergs Byggnads AB , ursprungligen 
Yngve Kullenberg Byggnads AB var ett byggföretag och en fastighetsägare i Göteborg. 

## Historik
Bolaget grundades 1940 av Yngve Kullenberg (1900–1982) och fusionerades med Rolf Ericsson Byggnads AB 1972. Bolaget gick i konkurs 1992, och verksamheten togs över av Peab. Bolaget växte under Miljonprogrammets boom inom byggindustrin och var även engagerat i byggandet av Nordstan, Elite Park Avenue Hotel och Synvillan för Sveriges Radio i Göteborg.
Kullenbergs var generalentreprenör för Centralsjukhuset Kristianstad och byggde bland annat Kaknästornet och Vårbergs sjukhem samt var totalentreprenör för Lärarnas hus i kvarteret Ångtvätten på Stora Essingen.